# Calanticaria brevifolia
Calanticaria brevifolia là một loài thực vật có hoa trong họ Cúc. Loài này được (Greenm.) E.E.Schill. & Panero mô tả khoa học đầu tiên năm 2002.